# Earle Range
Earle Range är ett bergsmassiv i Kanada.   Det ligger i provinsen British Columbia, i den sydvästra delen av landet, 3 600 km väster om huvudstaden Ottawa. Toppen på Earle Range är 1 862 meter över havet.
Terrängen runt Earle Range är huvudsakligen bergig, men den allra närmaste omgivningen är kuperad. Runt Earle Range är det mycket glesbefolkat, med 3 invånare per kvadratkilometer.. Det finns inga samhällen i närheten. 
I omgivningarna runt Earle Range växer i huvudsak barrskog.